# Anthony James Barr
Anthony James Barr, también Tony Barr o Jim Barr (Nueva York, 24 de septiembre de 1940), es un diseñador de lenguajes de programación, diseñador software e inventor. Entre sus notables contribuciones está el SAS (Statistical Analysis System), la automatización y optimización de la producción de listones y el ACME (Automated Classification of Medical Entities)

## Contribuciones

### Statistical Analysis System (SAS)
Ampliamente usado en ciencia, administraciones estatales, industria y educación, el sistema SAS fue concebido por Barr en 1966. En septiembre de 1966, en Athens, Georgia, él presentó la idea conceptual del SAS a los miembros del Comité de software estadístico de la University Statisticians of Southern Experiment Stations (USSES)
Anteriormente Barr había creado un lenguaje para el análisis de la varianza inspirado en la notación del estadístico Maurice Kendall, lo desarrolló en lenguaje ensamblador en un IBM 1410 como un estudiante graduado en la Universidad Estatal de Carolina del Norte entre 1962 y 1963. Recibió asesoramiento del Dr. A. Grandage, autor de los programas de análisis de la varianza del IBM 650.

### Automated Classification of Medical Entities (ACME)
Barr creó el programa ACME para el Centro nacional de estadísticas de la salud entre 1967 y 1969. ACME es un programa de ordenador que asigna una causa de muerte subyacente basada en múltiples causas de muertes posibles listadas en un certificado de defunción.
ACME en conjunto con otros componentes forma el sistema médico de datos de la mortalidad. Este sistema se usa para determinar de manera uniforme las causas de muerte subyacente en los certificados de defunción de todos los Estados Unidos. ACME se ha convertido de facto en el estándar internacional de selección automática de causas de muerte, tanto él como otros componentes del MMDS y sus variaciones son usados por diversos estados a largo del mundo. Este sistema proporciona datos esenciales en el cálculo de estadísticas sobre la mortalidad.

### Automatización y optimización de la producción de listones (ACME)
En 1971 y 1972, Barr junto a su compañero Sandy Mully diseñó, patento y construyó el primer equipo informático para la optimizan del uso de listones en la industria maderera. El dispositivo detecta las marcas de imperfección en los listones de madera calculando los cortes que se requieren para el uso óptimo de los listones y posteriormente marca las líneas de corte en ellos.
En 1973 fundaron Barr-Mullin Inc y su sistema de optimización para el corte de listones sigue siendo usado ampliamente en la industria maderera americana

### Enlazador para el IBM 360
En 1968, Barr creó el primer enlazador no perteneciente a IBM para el IBM/360. Fue nombrado como LDR, el enlazador se financió mediante la empresa American Data Processing Inc, de Raleight, California del Norte. El enlazador de Barr reducía el tiempo de pruebas del programa en un 25%.
IBM no desarrolló un enlazador equivalente hasta 18 meses después de la comercialización del programa de Barr. 

### Simulador de estaciones de trabajo de IBM
En 1971, Barr creó el primer emulador de terminal para HASP. Comercializado por la Compañía Universitaria de Computación, el emulador de HASP ofrecía una mejora significativa del rendimiento del emulador IBM 2780 que desarrolló para la UCC en 1969. Los emuladores fueron desarrollados en el minicomputador PDP-8 permitiendo así a los terminales COPE comunicarse con los IMB 360 y IBM/370.
En 1971, Barr también instaló la estación de trabajo HARP para la empresa M&M Computer Industries de Orange, California. Implementado en el Data General Nova se convirtió en la terminal de trabajo remota de la empresa Singer Corporation. Tanto Singer como UCC vendieron sus terminales a la Harris Corporation que continuó comercializando los productos.
En 1983, trabajó tanto en software como hardware para el desarrollo de estaciones de trabajo remotas de HARP en ordenadores IBM. Su compañía, Barr Systems Inc. Comercializó y vendió el Barr Harp y se dedicó a la implementación y soporte de Byscn (un protocolo de enlazado de IBM) así como de estaciones de trabajo SNA y SDL así como de puertas de enlace así como otros protocolos de comunicación.

### Formatted File System (FFS)
Barr fue contratado por la IBM Federal Systems Division en el Pentágono, Washington, D.C. desde 1964 hasta 1966. Allí trabajo en el sistema de formato de ficheros NIPS. FFS, un sistema de gestión de bases de datos generalizadas, era uno de los primeros sistemas de gestión de datos en aprovechar la eficiencia de una estructura de ficheros definida para almacenamiento y recuperación de datos. 
Asignado a trabajar en el National Military Command Center, la rama dedicada al procesamiento de la información del Joint Chiefs of Staff, Barr reescribió y mejoró FFS, implementando tres de sus cinco componentes principales: recuperación, organización y actualización de ficheros. Su trabajo incluía un innovador analizador de léxico uniforme para todos los lenguajes en el sistema con un método uniforme para gestionar todos los mensajes de error. 
Trabajar con FFS introdujo a Barr al potencial de una estructura de ficheros definida, la cual se convertiría en una parte central del concepto de SAS.